# Rahay

Rahay este o comună în departamentul Sarthe, Franța. În 2009 avea o populație de 192 de locuitori.